# Глинск (Львовская область)
Глинск (укр. Глинськ) — село в Жолковской городской общине Львовского района Львовской области Украины.
Население по переписи 2001 года составляло 1698 человек. Занимает площадь 19,98 км². Почтовый индекс — 80351. Телефонный код — 3252.

## История
Древний город Щекотив (Щекотин, теперь село Глинск), недалеко от Жолквы упоминается в Галицко-Волынской летописи в 1242 году.
… Услышав [это и] собрав воинов своих, Даниил (Даниил Романович Галицкий) и Василько (Василько Романович) скоро пошли на них. И он, [Ростислав] не выдержал, выбежал из Галича до [города] Щекотова, а с ним бежал Артемий, епископ галицкий, и другие галичане:
И когда Даниил и Василько гнались за ним, весть пришла ему, что татары вышли уже из земли Венгерской, идут в землю Галицкую, и той вестью [Ростислав] спасся, а нескольких из бояр его схвачено было …
Щекотин раньше был городом, постепенно превратился в село и изменил название на Глинск (Глинско). На околице села сохранились остатки древнерусского городища. Здесь проходила древняя граница земель и княжеств Червоной Руси — Галиции и Волыни, Звенигородского и Белзского княжеств. Возле подножия горы Гарай пересекались важные пути Червоной Руси. С востока на запад проходил путь на отрезке между городами Димошин (ныне г. Каменка-Бугская) и Щекотин (окраины села Глинск в 5 километрах от Жолквы) и дальше на Янов, Краковец, Краков; с юга на север пролегал путь из столичного города Галича (позднее из Львова) на Белз и Хелм.
На окраине села расположено военное кладбище периода Первой мировой войны.